# El banquete (cuento)
El banquete es un cuento de género narrativo con tendencia realistaescrito por el cuentista y novelista Julio Ramón Ribeyro. Apareció publicado en el libro de cuentos Cuentos de circunstancias por la editorial Nuevos rumbos en 1958. Narra sobre un agasajo realizado por don Fernando para el presidente de la República, con el fin de conseguir un puesto como funcionario y una obra pública. El cuento pasó después a formar parte del libro recopilatorio La palabra del mudo y desarrolla el estilo de la sátira política.

## Argumento
La historia nos relata como don Fernando inició los preparativos y reforma de su casa en dos meses de anticipación, para así tener todo preparado para el banquete que se le ofrecía al presidente de la República con el objetivo de obtener beneficios personales. Don Fernando tenía la seguridad de la asistencia del presidente por una supuesta conexión familiar. Al acercarse a Palacio de Gobierno e invitar personalmente al presidente, quien, después de unas semanas de completo silencio, confirma su asistencia. 

El gran día llega y el presidente asiste a casa de Don Fernando, quien ha reformado todo y traído las últimas tendencias para su hogar, así se inicia el banquete, en el que asisten celebridades y autoridades del gobierno. Pasada las horas, Don Fernando se acerca al presidente y le sugiere sus anhelados objetivos: un ferrocarril y una embajada en Europa. El presidente acepta sus peticiones. Terminado el agasajo, alrededor de las tres de la mañana, Don Fernando y su esposa se fueron a dormir y pensaron que jamás ningún limeño había dado tanto y obtenido tales beneficios. Sin embargo, al mediodía, el presidente recibió un golpe de Estado por uno de sus ministros, quien aprovechó la distracción del presidente durante el banquete. Así, los sueños y la fortuna de Don Fernando se terminaron.
A las doce del día, don Fernando fue despertado por los gritos de su mujer. Al abrir los ojos le vio penetrar en el dormitorio con un periódico abierto entre las manos. Arrebatándoselo, leyó los titulares y, sin proferir una exclamación, se desvaneció sobre la cama. En la madrugada, aprovechándose de la recepción, un ministro había dado un golpe de estado y el presidente había sido obligado a dimitir.

## Personajes
En El banquete, los personajes responden a un estereotipo social, es decir, representan la realidad a través de las actitudes, sentimientos, que cada personaje manifiesta.Así, nos encontramos con un provinciano adinerado, quien se perfila como un nuevo criollo y un presidente de la República., quien acepta las peticiones de Don Fernando tras el agasajo recibido.
- Don Fernando Pasamano, protagonista de la obra, hombre provinciano con mucho dinero. Caracterizado como alguien inconforme y ambicioso. Asimismo, Fernando Pasamano es un pariente lejano del Presidente, de quien piensa aprovechar para llevar a cabo sus deseos ser embajador y que la construcción de un ferrocarril.[1]

- Otros personajes: Esposa de don Fernando, mujer de carácter ambiciosa, atenta a los pedidos de su esposo, Presidente de la República, hombre ocupado y supuesto pariente lejano de don Fernando y Ministro golpista, quien termina los sueños de Don Fernando.

## Escenarios
La obra del banquete si bien es desarrollada plenamente en Lima y solo cuenta con dos escenarios físicos, los cuales son la casa de Don Fernando Pasamano y la recepción del presidente. Es posible dividirlo en cuatro escenarios distintos en donde se desarrollará la obra.
1. Preparativos: Los preparativos inician con dos meses de anticipación e incluirá la remodelación de todos los espacios de los casa. Pasando por una remodelación de la arquitectura, albañilería y jardinería. Además, de la compra de una serie de ropa elegante y sobre todo, en un gran gasto de variedades gastronómicas de buena calidad.
2. Invitación: Don Fernando Pasamano confiado en su parentesco con el presidente invita al mismo. Tras no recibir su confirmación al instante, tanto Don Fernando como su esposa entran en desesperación, sin embargo, a pocos días del banquete se confirma la presencia del presidente.
3. El día del banquete: Durante el banquete se aprecia la llegada de distintas personas, tanto del vecindario como de la política.
4. Al día siguiente del banquete: Don Fernando se despierta con los gritos de su esposa y la portada de un periódico indicando un golpe de Estado durante el banquete.

## Mensaje y análisis
La obras de Julio Ramón Ribeyro se caracterizan por su marcado realismo literario. El cuento El banquete mantiene esa lógica, situándose en un ambiente que nos recuerda a un escenario limeño y capitalino. Además, ser uno de los primeros relatos en los que Ribeyro desarrolla el tema de la política.
En cuanto al tipo de realismo que predomina en los textos,  cabe resaltar el propósito del escritor de recrear cada una de las historias con un máximo de verosimilitud, de modo que permitan al lector hacerse una idea aproximada del mundo al que se refieren. Y como hemos indicado, aunque no hay denominaciones sobre los lugares en que ocurren los hechos, si se sugiere que corresponden a espacios de la ciudad de Lima.
La obra nos narra cómo Don Fernando Pasamano, inconforme con su fortuna, busca invertirlo en un banquete dirigido al presidente. Si bien es un fuerte egreso, es una inversión razonable pues si el presidente accede a una de sus peticiones podrá recuperar con creces lo que ha gastado Tras la aceptación de lo pedido por Don Fernando, también es visible el realismo propio del autor. 
El banquete es perfectamente verosímil en nuestro contexto, y de paso constituye una sanción tanto para el presidente que acepta conceder favores por razones familiares, como para el pariente que considera que el Estado debe estar al servicio de los intereses particulares de los allegados al poder.
De esa manera, el cuento realiza una crítica hacia la corrupción que se manifiesta a través de la ironía, la cual se observa en dos momentos. Primero, la ironía se representa en el apellido de Don Fernando, el cual es "Pasamano", donde se recuerda la idea de sobón o franelero y, luego, la ironía se refleja en el acto de pedido que realiza el protagonista mediante el agasajo preparado al Presidente, no solo por ser un familiar lejano, sino por los beneficios que buscaba. Así, la sátira se expresa a través de las actitudes de los personajes como Don Fernando.
Finalmente, otra característica propia de Julio Ramón Ribeyro que se evidencia en El banquete es el azar, dado que el final del cuento Don Fernando se entera, al día siguiente del banquete, que hubo un golpe de Estado. Así, él, al ver el periódico, se desvanece, porque sus deseos no se cumplirán.